# مجمع البحرین (کتاب داراشکوه)
مجمع البحرین (هندی: मज्म 'उल बह् रैन'، اردو: مجمع البحرین، به‌معنای «تلاقی دو دریا»، «اختلاط دو اقیانوس» یا «آمیزش دریاها») کتابی دربارهٔ مقایسهٔ ادیان از محمد داراشکوه است که به‌صورت رساله‌ای کوتاه به زبان فارسی تألیف شده (حدود ۱۶۵۵ میلادی) 
این کتاب به بررسی قرابت عرفانی و کثرت‌گرایانه بین آموزه‌های صوفیانه و ویدانته اختصاص دارد. 
این کتاب از اولین آثار درباره بررسی تنوع ادیان و نیز وحدت اسلام و هندوئیسم و سایر ادیان بود. 
نسخه هندی آن Samudra Sangam Grantha نامیده می‌شود و ترجمه اردو با عنوان Nūr-i-Ain در سال ۱۸۷۲ چاپ سنگی شد.

## تفسیر
کتاب آیین هندو و عرفان اسلامی اثر داریوش شایگان به تفسیر مجمع‌البحرین اختصاص دارد.